# Маршан, Бруно
Бруно Маршан (фр. Bruno Marchand; род. 1973, Квебек) — канадский политический и государственный деятель. Действующий мэр Квебека, сменил на этой должности Режи Лабома после подведения итогов муниципальных выборов 2021 года.

## Биография
Родился в городе Квебеке, вырос в районе Ла Сите-Лимуалу. В 1995 году получил степень по философии в Университете Лаваля и сертификат по социальной работе в коллеже общего и профессионального образования Сент-Фуа в 1998 году.
После окончания учебы работал координатором студенческой жизни в коллеже общего и профессионального образования Сент-Фуа с 1999 по 2008 год. С 2008 по 2014 год работал в Квебекской ассоциации по предотвращению самоубийств. В 2014 году стал директором организации Единый путь Канады в регионах Шодьер — Аппалачи и Низовье Святого Лаврентия и занимал эту должность до марта 2021 года. До того, как стать директором, он десять лет входил в совет директоров организации.

### Политическая карьера
В ноябре 2020 года в опросе издания Le Journal de Québec (Léger Marketing) упоминался как возможный кандидат на должность мэра Квебека, получив 1 % поддержки среди потенциальных избирателей. В феврале 2021 года стали появляться более серьёзные предположения о выдвижении его кандидатуры на должность мэра. 23 марта 2021 года покинул должность директора «Единого пути Канады».
Затем зарегистрировал новую политическую партию в Выборах в Квебеке, получившую название «Сильный и гордый Квебек». 15 апреля 2021 года объявил о выдвижении своей кандидатуры на должность мэра Квебека на пресс-конференции в общественном центре в Ла Сите-Лимуалу.
Выборы прошли в Квебеке 7 ноября 2021 года. Когда избирательные участки закрылись в ночь после выборов, около 20:30, местные телеканалы объявили Мари-Жозе Савар победительницей с отрывом от Бруно Маршана на 14 %. После этого объявления она выступила с победной речью перед своими сторонниками и прессой. Около 22:00 телевизионная компания TVA изменила свой прогноз из-за уменьшения перевеса голосов между ней и Бруно Маршаном. К 22:40 он лидировал в голосовании и в конечном итоге выиграл на выборах, набрав 834 голоса. Из-за неожиданной победы Бруно Маршана команда Мари-Жозе Савар заявила о необходимости пересчета голосов, но на следующий день признала поражение.
14 ноября 2021 года был приведен к присяге в качестве 38-го мэра Квебека в присутствии всех членов городского совета в Оружейной палате Квебека. Он стал первый мэром из центра Квебека после Люсьена-Юбера Борна в 1938 году.

## Личная жизнь
Живёт в Сент-Фуа со своим партнером и двумя детьми. Его родители умерли в 2007 и 2013 годах соответственно.